# Aldwick
Aldwick – wieś w Anglii, w hrabstwie West Sussex, w dystrykcie Arun. Leży 8 km na południowy wschód od miasta Chichester i 91 km na południowy zachód od Londynu. W 2001 miejscowość liczyła 10 884 mieszkańców.